# Grottbarb
Grottbarb (Caecobarbus geertsii) är en fiskart som beskrevs av George Albert Boulenger 1921. Grottbarb ingår i släktet Caecobarbus, och familjen karpfiskar. IUCN kategoriserar arten globalt som sårbar. Inga underarter finns listade i Catalogue of Life.